# Льюисберг (Кентукки)
Льюисберг (англ. Lewisburg, местное произношение /ˈluːəsbərɡ/) — город, расположенный в округе Логан, штат Кентукки, США. По переписи 2010 года население составляет 810 человек.

## География
Льюисберг расположен на координатах 36°59′08″ с. ш. 86°57′04″ з. д. (36.985622, −86.951059). Согласно Бюро переписи населения США, город имеет площадь в 3,2 км².

## Демография
По данным переписи 2010 года население Льюисберга составляло 810 человек (из них 48,6 % мужчин и 51,4 % женщин), было 353 домашних хозяйства и 214 семей. Расовый состав: белые — 97,5 %, афроамериканцы — 0,7 % и представители двух и более рас — 1,5 %.
Из 353 домашних хозяйств 45,3 % представляли собой совместно проживающие супружеские пары (15,3 % с детьми младше 18 лет), в 11,0 % домохозяйств женщины проживали без мужей, в 4,2 % домохозяйств мужчины проживали без жён, 39,4 % не имели семьи. В среднем домашнее хозяйство вели 2,29 человека, а средний размер семьи — 2,90 человека.
Население города по возрастному диапазону распределилось следующим образом: 21,4 % — жители младше 18 лет, 4,4 % — между 18 и 21 годами, 54,9 % — от 21 до 65 лет и 19,3 % — в возрасте 65 лет и старше. Средний возраст населения — 41,9 года. На каждые 100 женщин приходилось 94,7 мужчины, при этом на 100 совершеннолетних женщин приходилось уже 93,6 мужчин сопоставимого возраста.
В 2014 году из 607 трудоспособных жителей старше 16 лет имели работу 309 человека. При этом мужчины имели медианный доход в 40 313 долларов США в год против 29 375 долларов среднегодового дохода у женщин. В 2014 году медианный доход на семью оценивался в 51 607 $, на домашнее хозяйство — в 40 313 $. Доход на душу населения — 19 324 $. 9,6 % от всего числа семей и 20,2 % от всей численности населения находилось на момент переписи за чертой бедности.